# Duo 3
Duo 3 es un canal de televisión privado de Estonia perteneciente a Duo Media Networks. Emite series y películas. También se encuentra disponible para Letonia y Lituania.

## Historia
El canal inició emisiones el 1 de abril de 2021 sustituyendo a la versión báltica de Sony Channel.
La filial de Sony Channel para los países bálticos inició emisiones el 1 de junio de 2010. El canal emitía en inglés y ruso, pero los anuncios se emitían en letón, lituano y estonio. En 2016, Sony Entertainment Television pasó a llamarse Sony Channel. Sin embargo, el canal cesó sus emisiones el 30 de marzo de 2021, ya que Sony decidió retirarse del mercado de los países bálticos. El 1 de abril de 2021, Sony Channel pasó a llamarse Duo 3. Otro canal que también cesó sus emisiones dicho día fue Sony Turbo, que fue reemplazado por Duo 6.

## Imagen corporativa

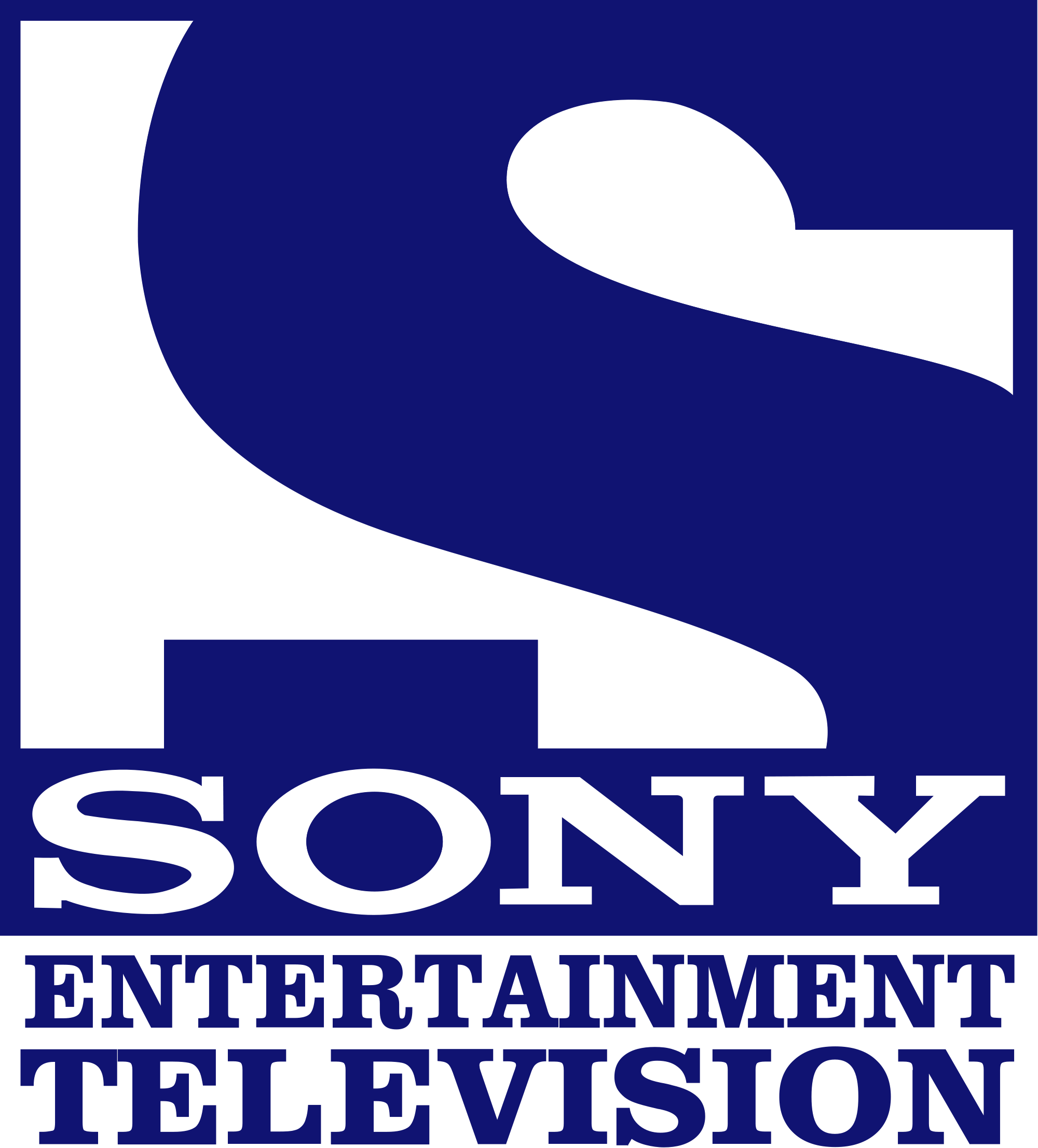
2010 - 2016
2016 - 2019
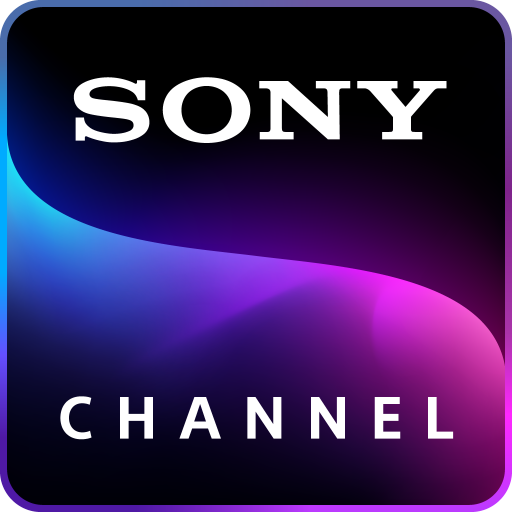
2019 - 2021